# کلیسای جامع سنت باوو
کلیسای جامع سنت باوو (همچنین به نام کلیسای جامع سنت بافس (به هلندی: Sint Baafskathedraal) یک کلیسای جامع گوتیک کاتولیک با ارتفاع ۸۹ متر در شهر خنت، بلژیک است. این مکان مقر اسقف گنت است، به نام سنت باوو گنت نامگذاری شده‌است و شامل غرقاب معروف گنت است.

## تاریخچه

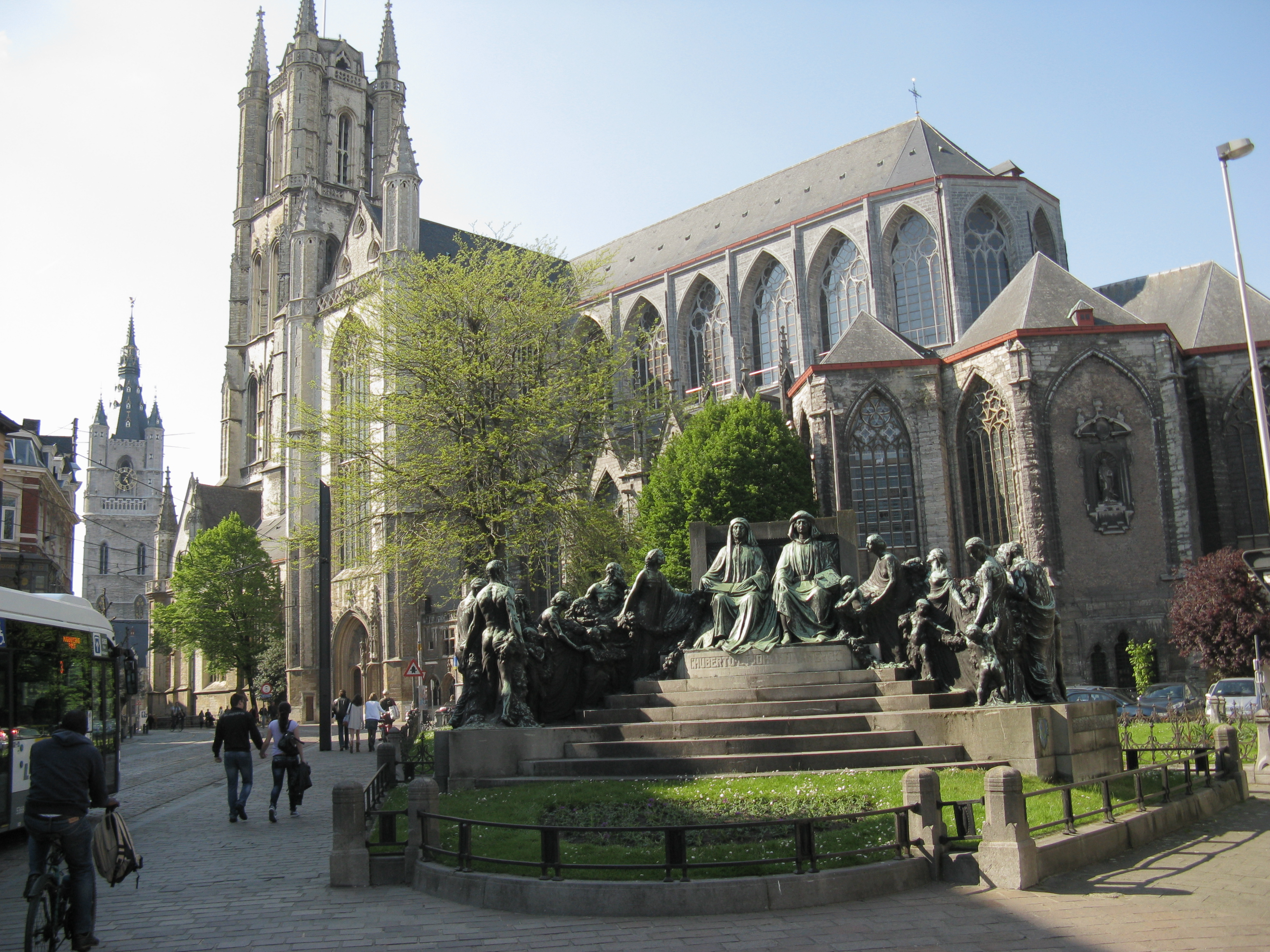
کلیسای جامع از میدان J van Eyck.

این ساختمان در محل کلیسای سابق سنت جان باپتیست ساخته شده‌است، این کلیسا ابتدا از چوب ساخته شده بود در سال ۹۴۲ میلادی توسط ترانس‌ماروس، اسقف تورنا و نویون تقدیس شد. ردپای ساختار قدیمی رومی را می‌توان در سرداب کلیسای جامع یافت. ساخت کلیسای گوتیک از حدود سال ۱۲۷۴ آغاز شد.

## داخلی

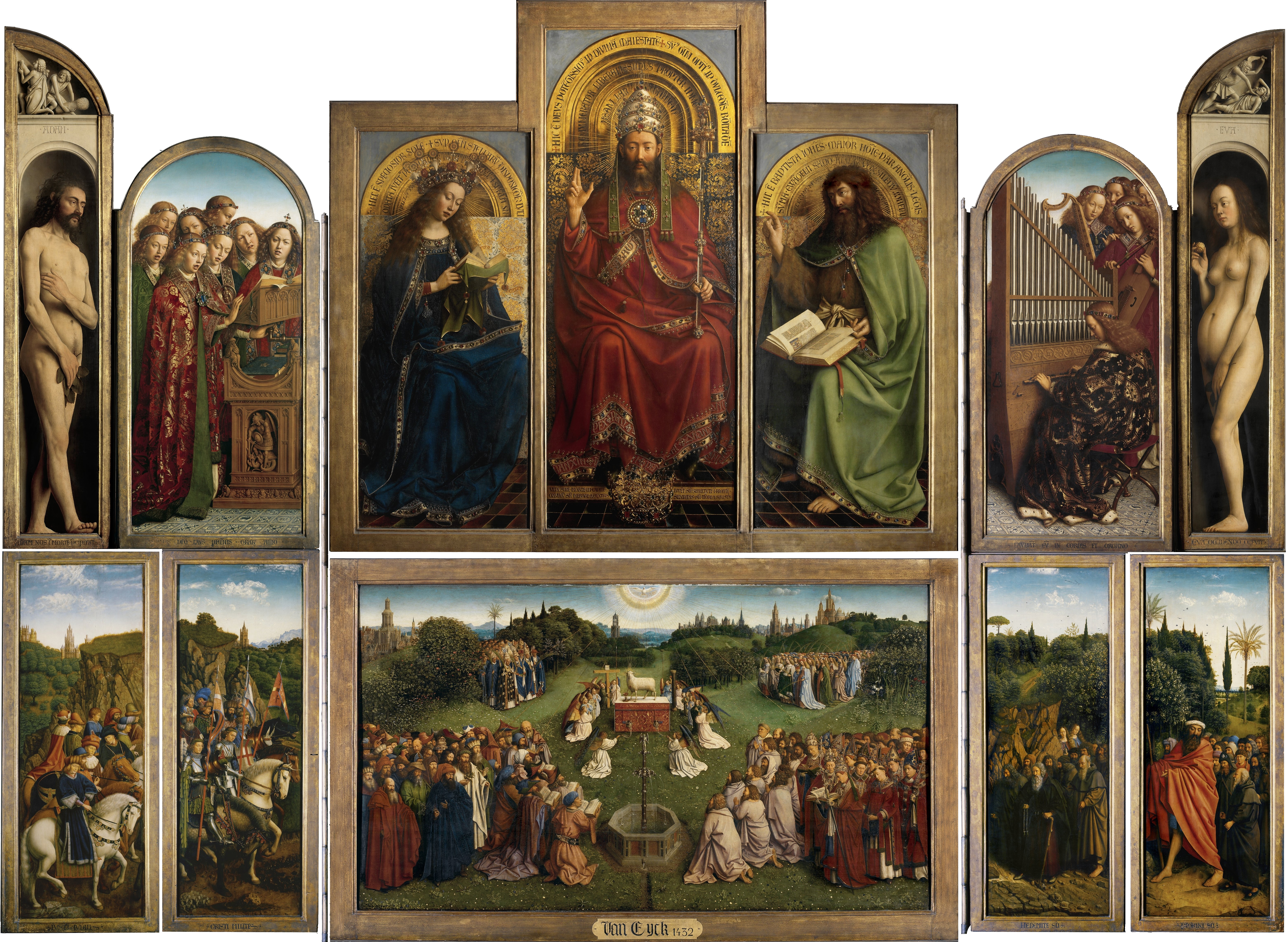
محراب گنت، نقاشی قرن هجدهم توسط هوبرت و یان ون ایک.

### قربانگاه گنت
این کلیسای جامع به خاطر قربانگاه گنت، و در اساس نمازخانه ویجد معروف شده‌است. این قربانگاه رسماً به عنوان ستایش گوسفند عارف توسط هوبرت و جان ون ایک شناخته می‌شود. این اثر شاهکار ون ایک و یکی از مهمترین آثار اوایل رنسانس شمالی و همچنین یکی از بزرگترین شاهکارهای هنری بلژیک محسوب می‌شود.

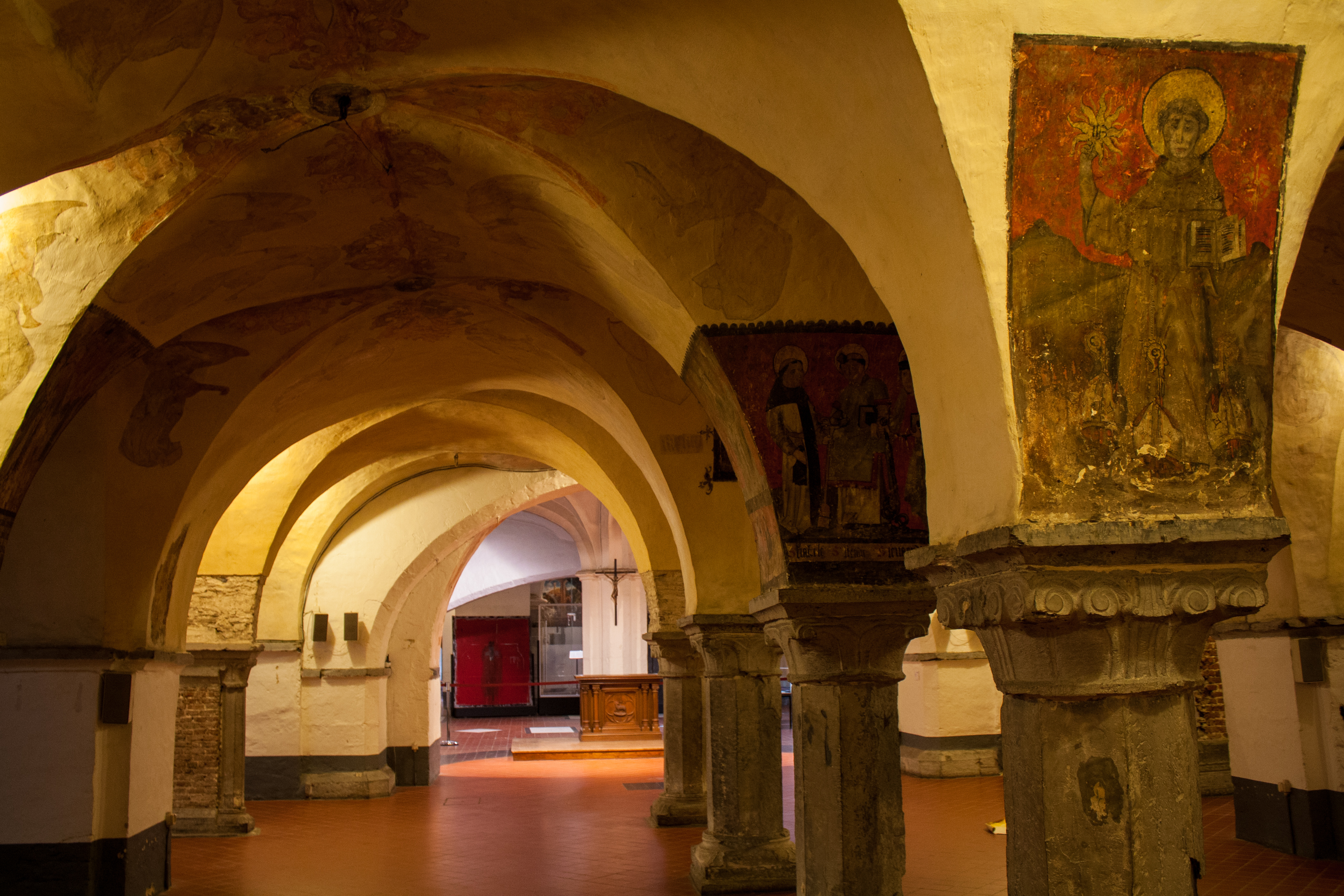
فضای داخلی سردابه رومی ، با نقاشی‌های دیواری از شخصیت‌های مذهبی قابل مشاهده است.
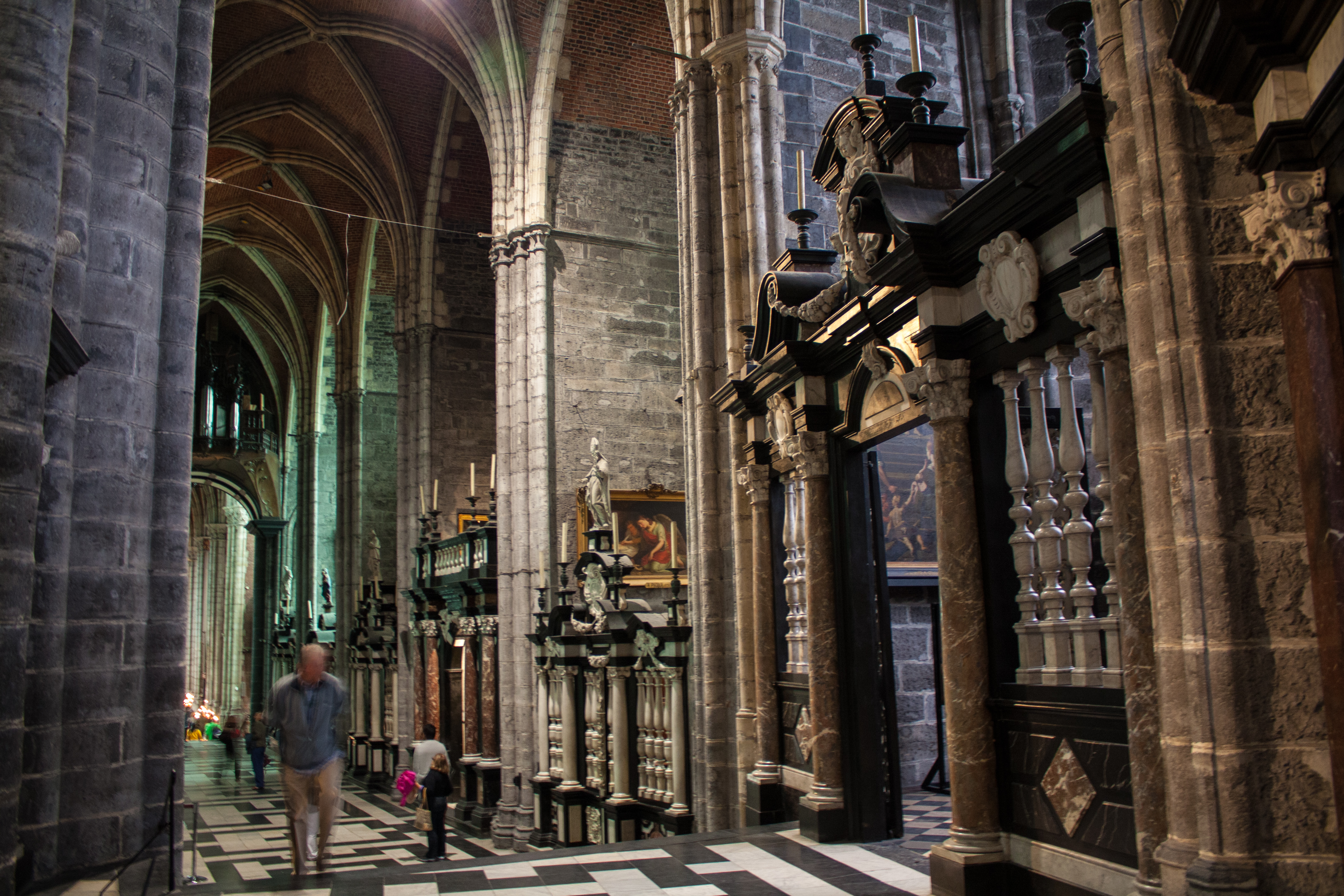
شبستان‌های سنگی و مرمر مفصل داخل کلیسای بالایی.
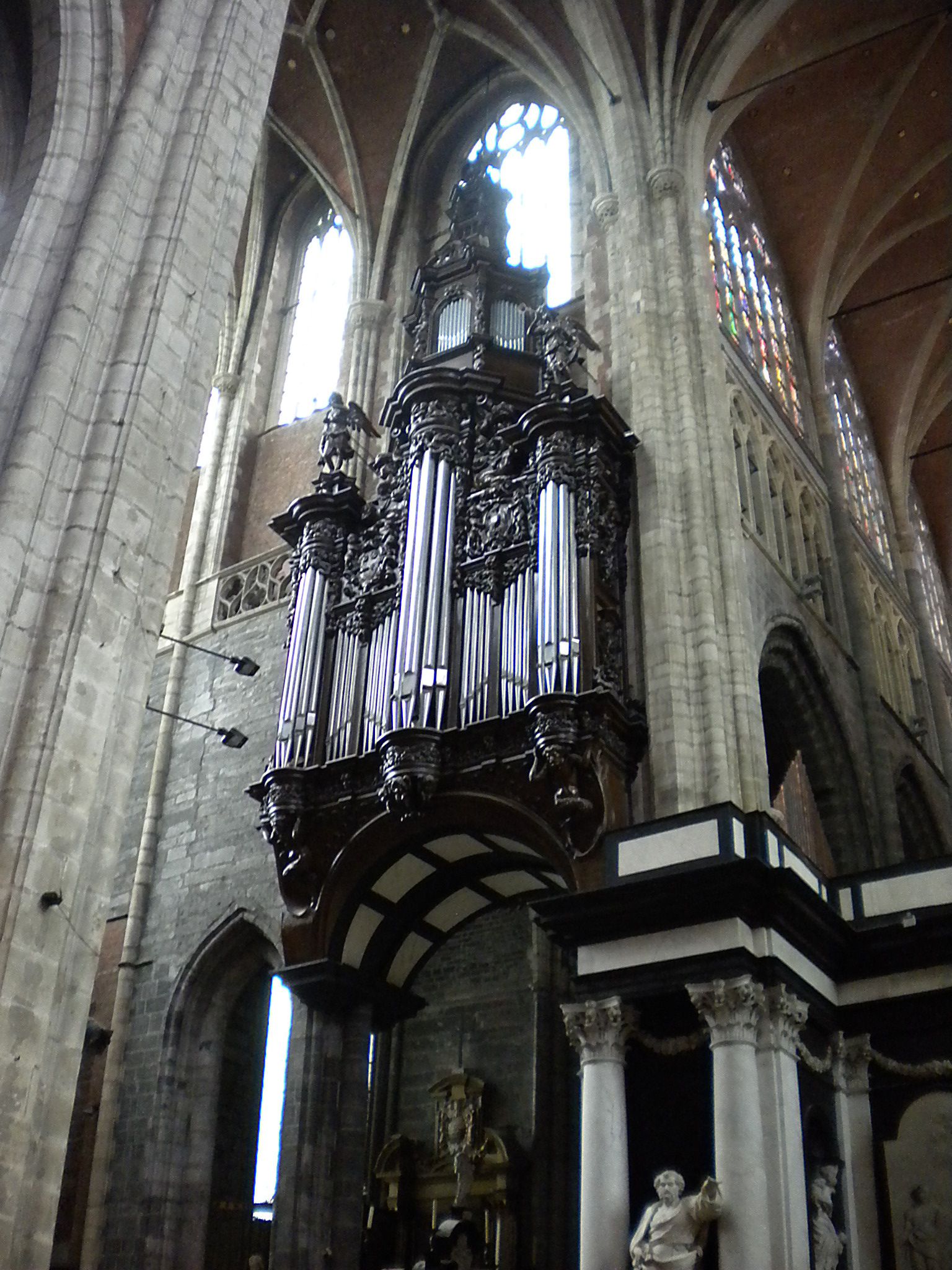
ارگ بزرگی که در سال ۱۹۳۵ توسط کلایس ساخته شد ، بزرگترین بنلوکس است.
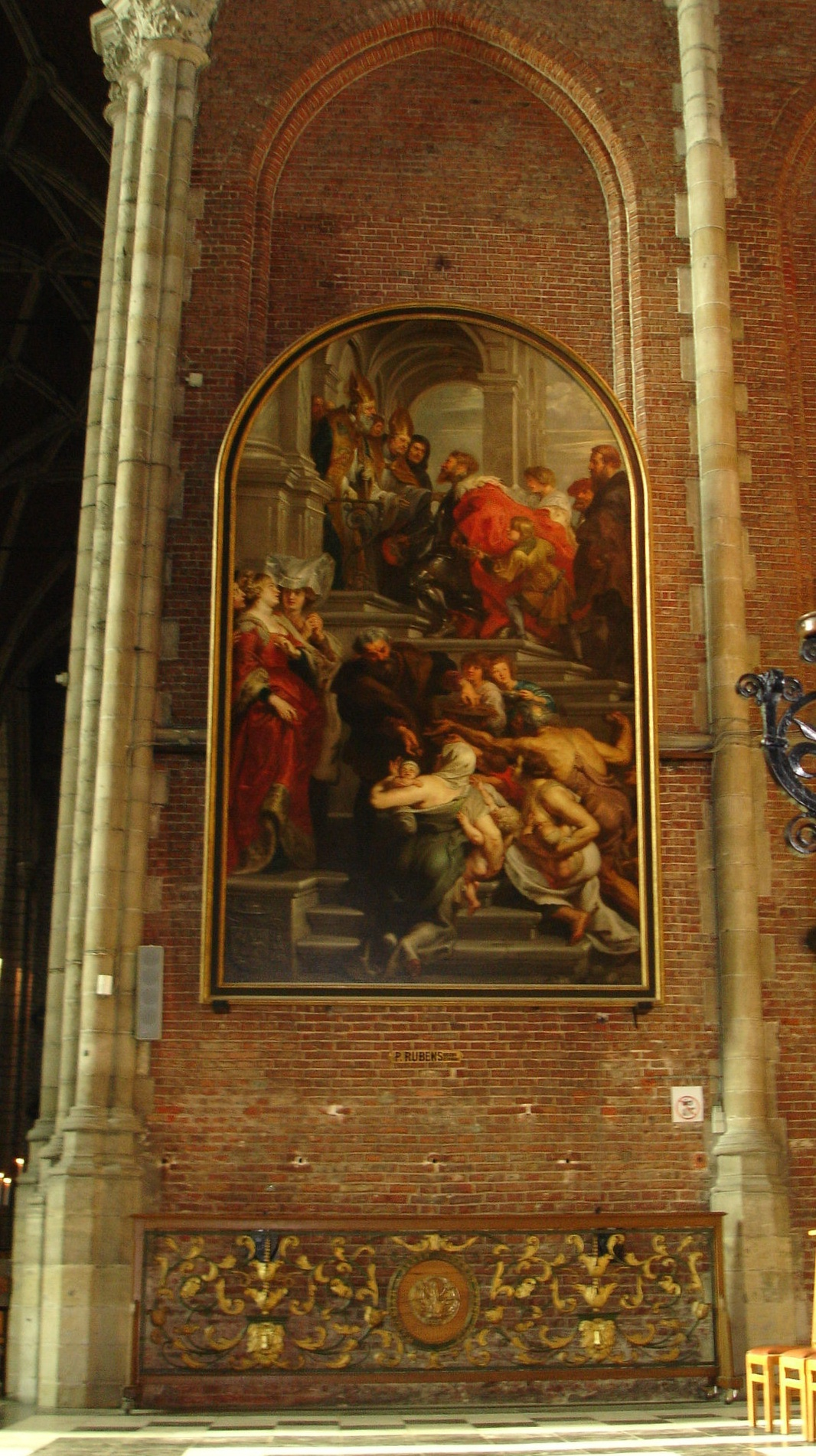
سنت باوو وارد صومعه در گنت می‌شود.
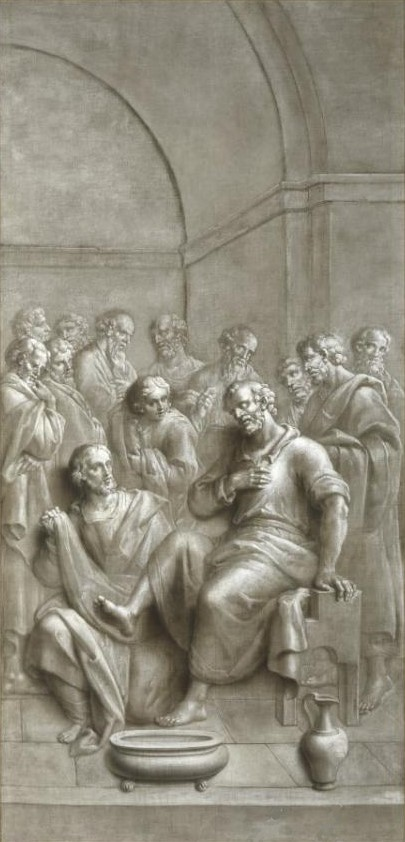
شستن پا توسط پتروس نوربرتوس ون ریشوت .

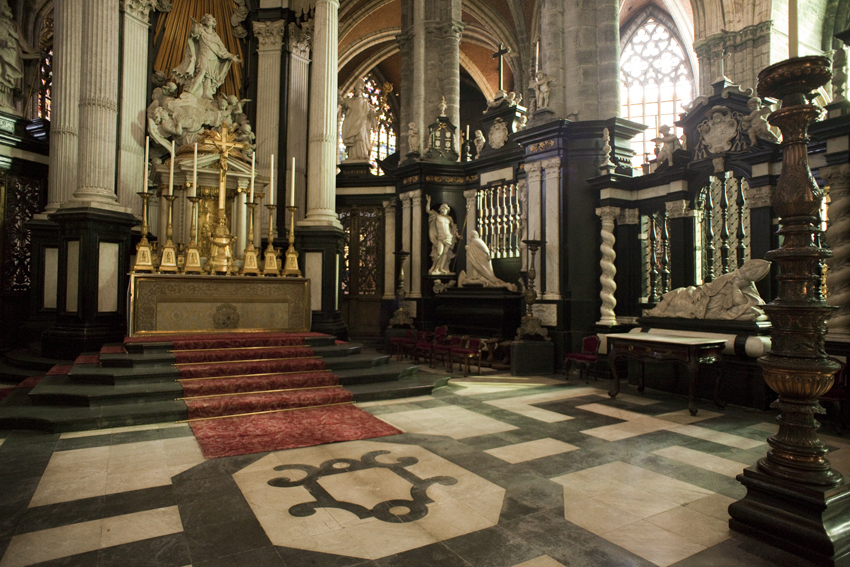
گروه کر عالی کلیسای جامع، در کلیسای بالایی.

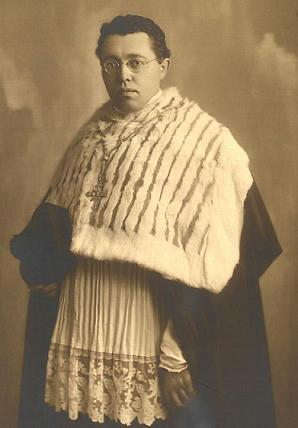
کارل جاستینوس کالوائرت در نقش کانن سنت باوو.

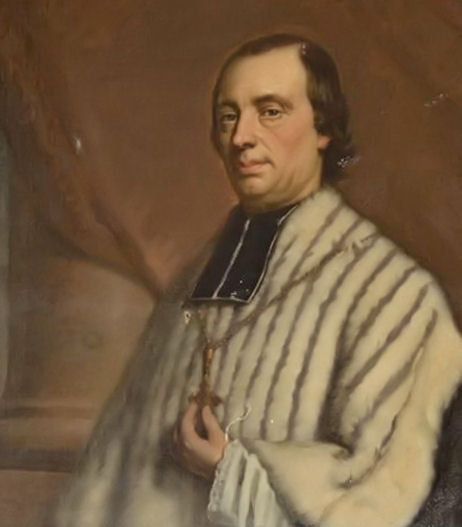
کنستانت ون کرومبروگ در نقش کانون گنت.